# Bryoceuthospora aethiopica
Bryoceuthospora aethiopica är en bladmossart som beskrevs av Richard Henry Zander 1993. Bryoceuthospora aethiopica ingår i släktet Bryoceuthospora och familjen Pottiaceae. Inga underarter finns listade i Catalogue of Life.